# Ульмин (река)
Ульми́н — река в Шимановском районе Амурской области. Левый приток Амура.
Длина реки — 67 км. Водосборная площадь — 1070 км². Впадает в Амур слева напротив одноимённого острова, в 2 км севернее села Нововоскресеновка.
Притоки Ульмина:
- Шатака — длиной 22 км,
- Облига — 11 км,
- Халака — 11 км,
- Ингаль — 12 км[2].

На реке расположено село Аносово.